# Rasmus Nyerup
Rasmus Nyerup (né le 12 mars 1759 dans le  village de Nyrup à Funen et décédé le 28 juin 1829 à Copenhague) était un  historien, linguiste et bibliothécaire  danois. 

## Biographie
Rasmus Nyerup a étudié à l'Université de Copenhague et a obtenu un diplôme en philosophie et théologie en 1780. avant de devenir bibliothécaire. Il se plonge dans les données des historiens danois et a publié plusieurs livres. Il a travaillé à la Bibliothèque royale de Copenhague, et à partir de 1796 à la Bibliothèque universitaire de Copenhague, dont il est devenu le directeur en 1803. 
En 1796, Nyerup est nommé professeur d' histoire littéraire à l'Université de Copenhague.     

## Publications
Rasmus Nyerup a écrit et publié de nombreux livres sur l'histoire, l'histoire littéraire et l'histoire culturelle, y compris une biographie de Kristján 4 (1816). Il a également été l'un des premiers à dresser un tableau d'ensemble de l'histoire littéraire danoise.   
Il a également publié sur la littérature islandaise ancienne. 
- Edda, eller Skandinavernes hedenske Gudelære (1808)

Parmi ses œuvres les plus connues figurent: 
- Kjøbenhavns beskrivelse (1800), Description de Copenhague bien après les incendies de 1794 et 1795.
- Almindeligt litteraturlexikon for Danmark, Norge, og Island  (1818-1819). Dictionnaire de littérature pour le Danemark, la Norvège et l'Islande, 2 tomes